# Obata Toramori
Obata Toramori (Japans: 小畠虎盛) (1491 - 14 juli, 1561) was een samoerai uit de late Sengoku-periode. Hij verwierf faam als een van de Vierentwintig generaals van Takeda Shingen.
Obata Toramori was de vader van Obata Masamori, eveneens een van de Vierentwintig generaals.

Akiyama Nobutomo · Amari Torayasu · Anayama Nobukimi · Baba Nobuharu · Hara Masatane · Hara Toratane · Ichijo Nobutatsu · Itagaki Nobukata · Kosaka Masanobu · Naito Masatoyo · Obata Masamori · Obata Toramori · Obu Toramasa · Oyamada Nobushige · Saigusa Moritomo · Sanada Nobutsuna · Sanada Yukitaka · Tada Mitsuyori · Takeda Nobukado · Takeda Nobushige · Tsuchiya Masatsugu · Yamagata Masakage · Yamamoto Kansuke · Yokota Takatoshi